# Schiller (családnév)
A Schiller német családnév. 2014-ben Németországban a 241. leggyakoribb családnév volt.

## Híres Schiller nevű személyek
- Fanny Schiller (1901–1971) mexikói színésznő
- Friedrich Schiller (1802-től von Schiller) (1759–1805) német költő, drámaíró, filozófus, történész
- Heinz Schiller (1930–2007) svájci autóversenyző
- Herbert Schiller (1919–2000) amerikai szociológus
- Karl Schiller (1911–1994) német közgazdász, politikus (SPD)
- Paul Schiller (1928) osztrák nemzetközi labdarúgó-játékvezető

Magyarok
- Schiller Bódog (1877–1914) jogtörténész, egyetemi tanár törvényszéki jegyző, bíró
- Schiller Henrik (1851–1924) ügyvéd, újságíró
- Schiller János (1859–1907) építőmester, a késői historizmus egyik legjelentősebb építésze
- Schiller János (1928) sportvezető, szociológus, filozófus
- Schiller Judit (1949) nyelvtörténész, eszperantista
- Harkai Schiller Pál (1908–1949) filozófus, pszichológus
- Schiller Róbert (1935) fizikai kémikus, egyetemei tanár
- Schiller Zsigmond (1847–1920) újságíró, botanikus